# Zlatia, Montana
Zlatia (în bulgară Златия) este un sat în comuna Vălcedrăm, regiunea Montana,  Bulgaria. Satul a fost locuit de români și este format din două foste localități Kule Mahala și Kalugher Mahala.

## Demografie
Componența etnică a satului Zlatia
     Bulgari (98,16%)
     Nicio identificare (1,49%)
     Altele (0,34%)
La recensământul din 2011, populația satului Zlatia era de 870 locuitori. Din punct de vedere etnic, majoritatea locuitorilor (98,16%) erau bulgari. Pentru 1,49% din locuitori nu este cunoscută apartenența etnică.